# Vieil Ottawa-Est
Le Vieil Ottawa-Est ou simplement Ottawa-Est (en anglais : Old Ottawa East) est un quartier du district Capitale (en) dans le centre d'Ottawa, en Ontario (Canada).

## Localisation

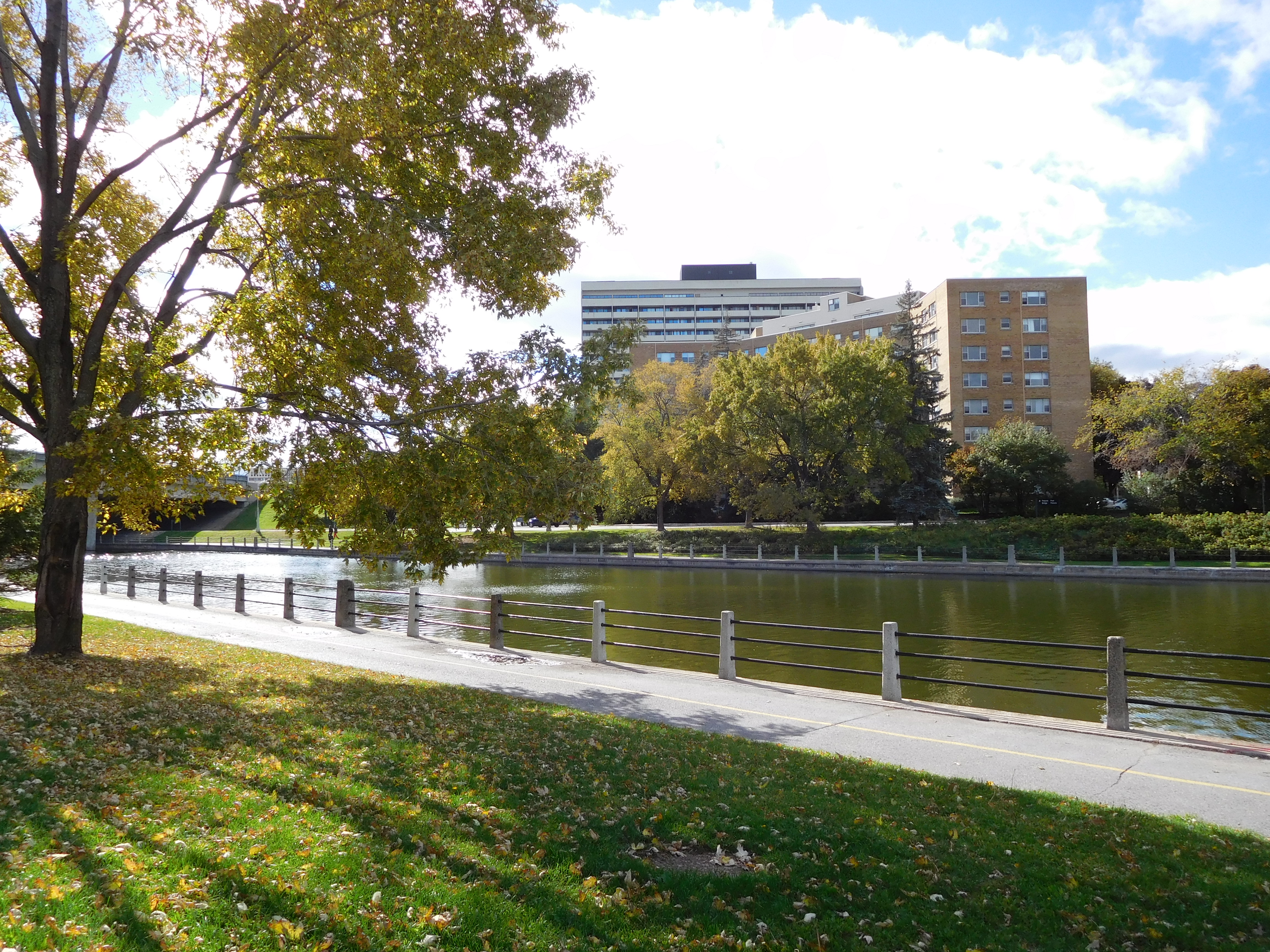
Le canal Rideau dans le Vieil Ottawa-Est.

Le Vieil Ottawa-Est est situé au sud de la rue Nicholas et au nord de la route Avenue, entre le canal Rideau et la rivière Rideau. Le quartier est borné au sud par Vieil Ottawa-Sud et au nord-est par Côte-de-Sable.
Le quartier est desservi par la station d'O-Train Lees.

## Histoire
Le quartier prend forme avec le creusage du canal Rideau. Dans les années 1830, en l'absence de plan de développement et de lotissement, le développement se fait de façon informelle, spontanée et désordonnée. Un ordre est établi lorsque des plans cadastraux sont déposés dans les années 1860 et que le gouvernement du Canada exproprie une bande le long du canal. Les localités d'Archville West et de Spenceville sont ainsi constituées. Le paysage agricole s'urbanise peu à peu. Une vie commerciale s'installe sur la rue Main, tandis que le nord du quartier est occupé par de l'industrie lourde.
Le village d'Ottawa-Est est détaché du comté de Carleton (en) en 1888, puis annexé à la ville d'Ottawa en 1907.

### Préfets

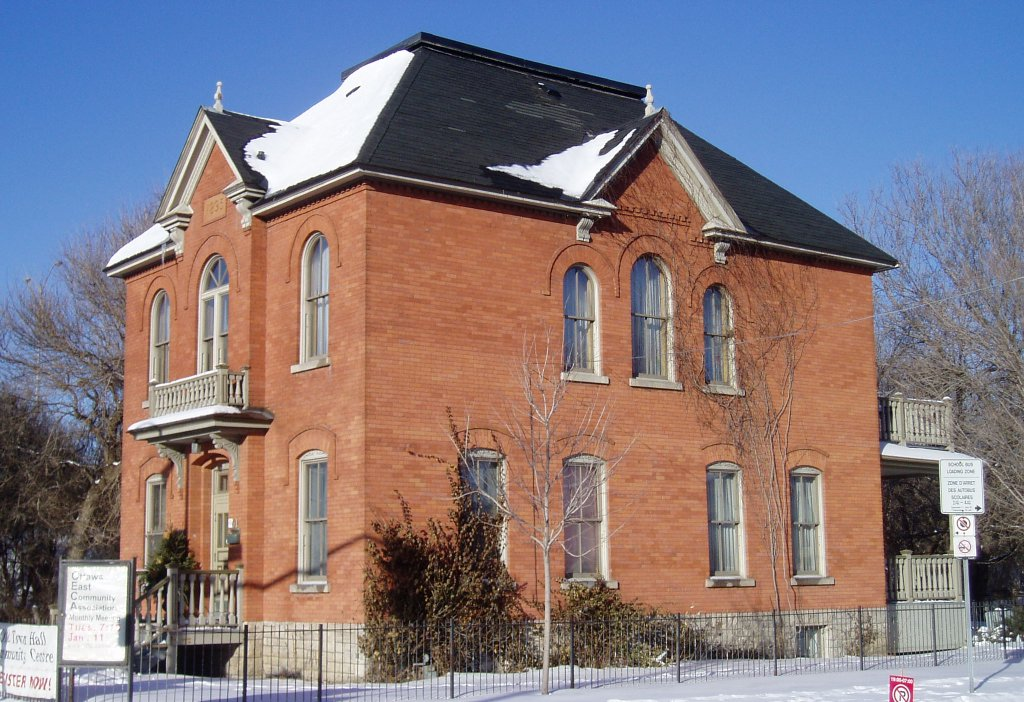
L'ancienne mairie d'Ottawa-Est.

En tant que village, Ottawa-Est a élu les préfets suivants à la tête du conseil du village :
- James Ballantyne (1888-1894);
- James S. Webster (? -1898);
- Henry George Roche (1899-1902);
- Ronald M. Saunders (1903-1905);
- Robert J. Biggars (1906-1907)[2].

## Démographie
En 2016, la population du quartier est de 7 250 habitants. 11,7 % des résidents du quartier sont âgés de moins de 15 ans, tandis que les 15-64 ans forment 75,8 % de la population. Les 65 ans et plus constituent quant à eux 12,3 % de la population.
L'anglais est la langue maternelle de 63,2 % de la population, tandis que le français est la langue maternelle pour 12,2 % de la population. Les allophones, formant 24,6 % de la population, parlent pour la plupart des langues chinoises et indo-iraniennes.

## Institutions
Le quartier abrite l'université Saint-Paul, l'école alternative Lady Evelyn, l'école secondaire pour adultes Saint Nicholas et l'école secondaire Immaculata.